# Marca de Austria
La Marca de Austria fue una marca fronteriza sudoriental del Sacro Imperio Romano Germánico creada en 976 en el territorio fronterizo con el reino de Hungría. Originalmente bajo el señorío de los duques de Baviera, fue gobernado por los margraves de la dinastía franconia de Babenberg. Se convirtió en Estado Imperial por propio derecho, cuando los Babenbergs fueron elevados a duques de Austria en 1156.

## Nombre
En latín contemporáneo, la entidad fue denominada marcha Orientalis ("marca Oriental"), marchia Austriae, o Austrie marchionibus. El nombre en alto alemán antiguo Ostarrîchi apareció por primera vez en una famosa escritura emitida por el emperador Otón III en Bruchsal en noviembre de 996. El regione vulgari vocabulo Ostarrîchi, esto es, "la región comúnmente llamada Ostarrîchi", probablemente solo referido a algunos estados en torno al señorío de Neuhofen an der Ybbs, aunque el término Ostarrîchi es un antecesor lingüístico del nombre alemán de Austria, Österreich.
La marca posteriormente fue también denominada el Margraviato de Austria o la Marca Bávara Oriental para diferenciarla de la Marca Sajona Oriental en el noreste. Durante el periodo 1938-45 del Anschluss Nazi las autoridades intentaron reemplazar el término "Austria" por el de Ostmark, una traducción alemana de la marcha Orientalis que se había convertido en habitual en la historiografía alemana del siglo XIX.

## Geografía

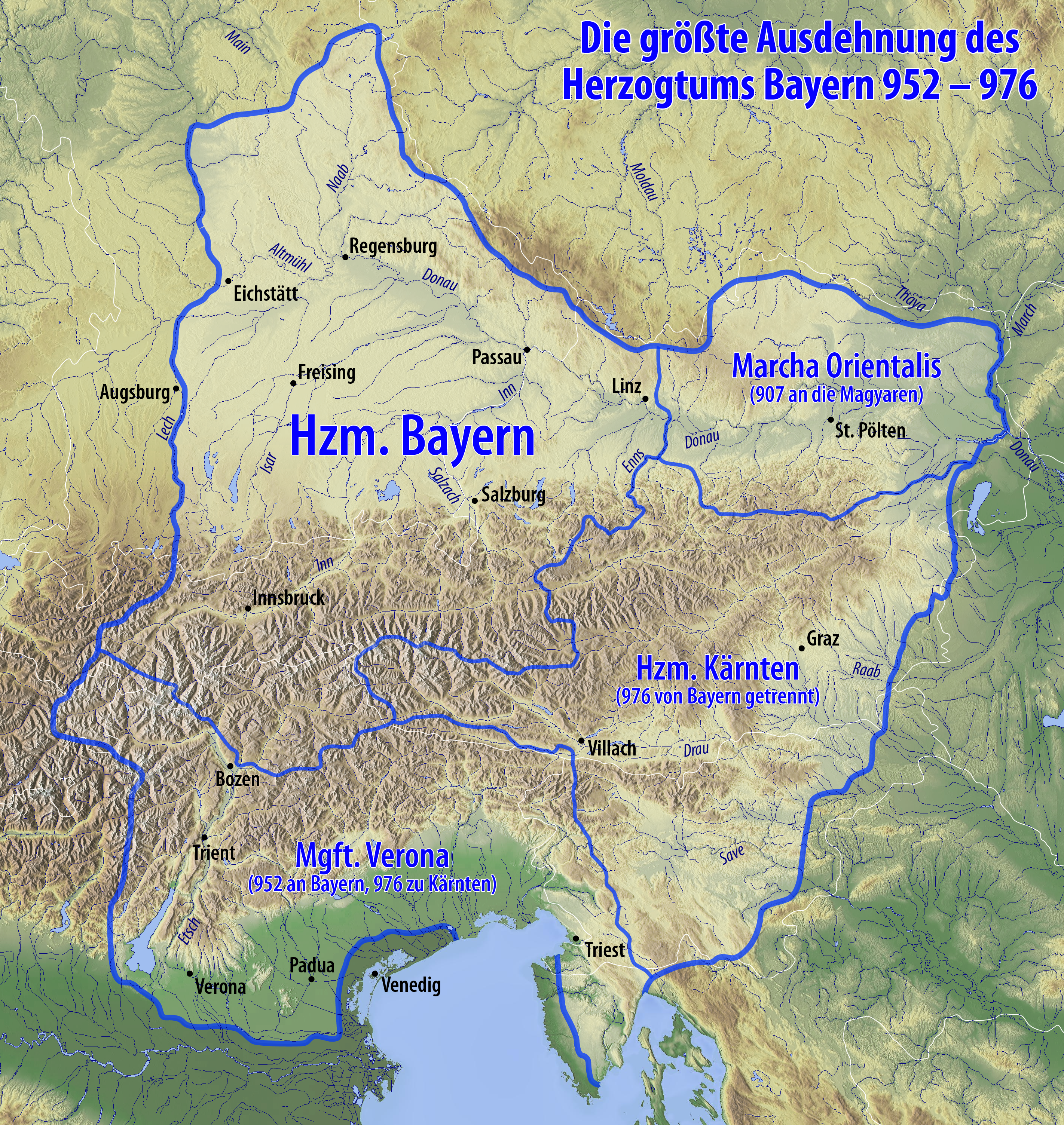
Ducado de Baviera en 976.

La marca comprendía las tierras al norte y al sur del río Danubio, con el afluente río Enns al oeste formando la frontera con el río Traungau en el ducado de Baviera. La frontera oriental con los húngaros asentados en la llanura Panónica discurría a lo largo de los ríos Morava y Leita, con el territorio fronterizo de Gyepű (actualmente la región de Burgenland) más allá. Al norte, la marca bordeaba con el ducado de Bohemia de los Přemyslidas, y las tierras al sur pertenecían a los duques de Carintia, también recién instaurado en 996. El territorio más antiguo de la marca correspondía aproximadamente a la región moderna de la Baja Austria.
La residencia inicial de los Babenbergs fue probablemente en Pöchlarn en el anterior limes romano, pero tal vez ya Melk fue donde los siguientes gobernantes residieron. La marca original coincidía con el moderno Wachau, pero fue rápidamente engrandada hacia el este por lo menos hasta el Wienerwald. Bajo el margrave Ernesto el Bravo (1055-1075), empezó la colonización de los territorios al norte del Waldviertel hasta el río Thaya y de la marca bohemia de Moravia, y la marca húngara fue fusionada en Austria. La residencia de los margraves después fue trasladada al sur hasta el Danubio a Klosterneuburg hasta que en 1142 Viena se convirtió en la capital oficial. Los Babenbergs tenían un sistema de defensa de varios castillos construidos en la cordillera montañosa del Wienerwald y a lo largo del río Danubio, entre ellos Greifenstein. El área alrededor fue colonizada y cristianizada por los obispos bávaros de Passau, con centros eclesiásticos en la abadía benedictina de Sankt Pölten, en el monasterio de Klosterneuburg y la abadía de Heiligenkreuz.
El margraviato temprano fue poblado por una mezcla de pueblos eslavos y nativos romano-germánicos que aparentemente hablaban lenguas retorromances, remanentes de ellas permanecen todavía hoy en partes del norte de Italia (friulano y ladino) y en Suiza (romanche). En los Alpes Austríacos algunos valles retuvieron hablantes retorromances hasta el siglo XVII.

## Historia

Extensión de la marca austriaca entre los siglos x y xii.

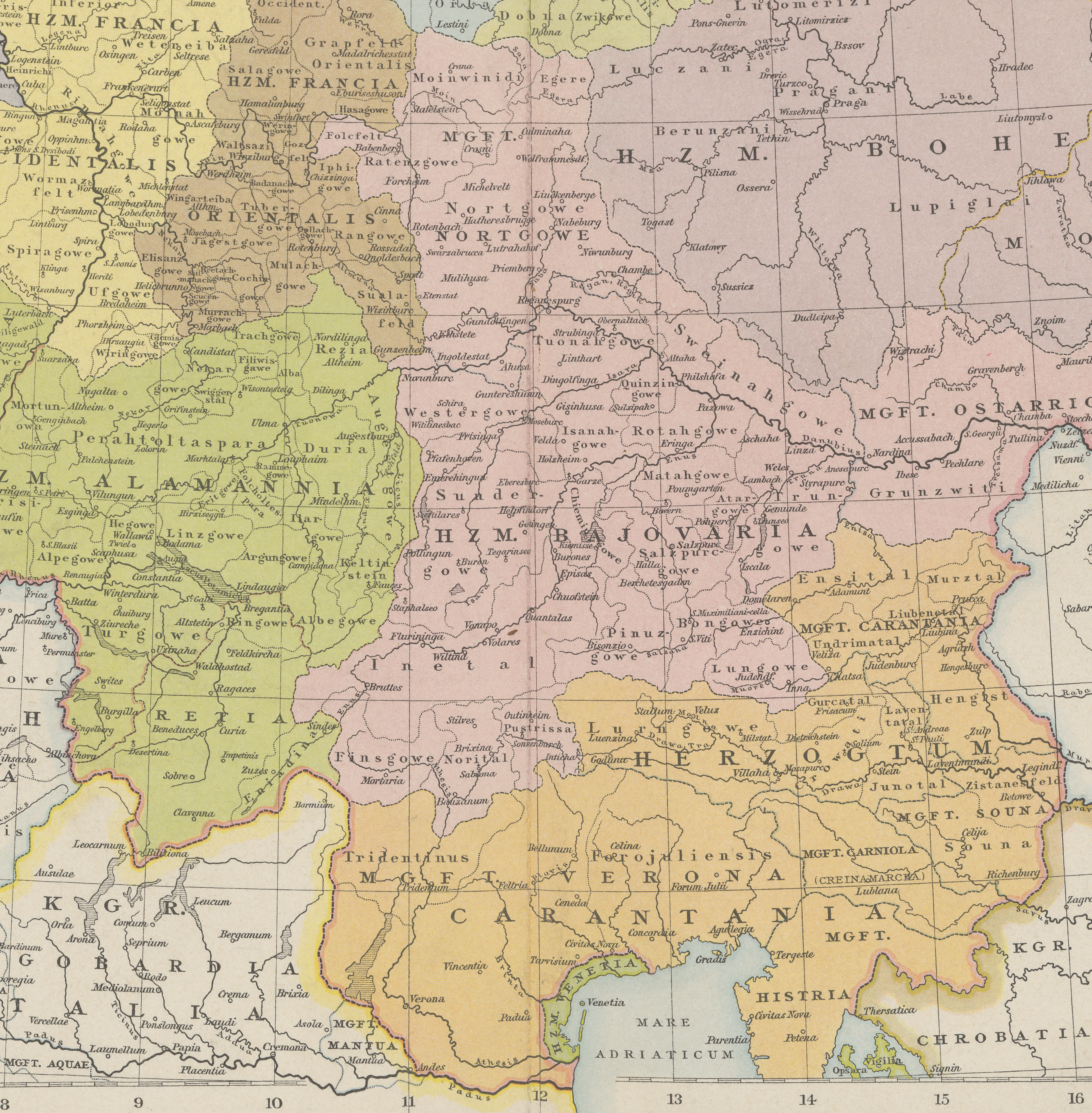
Mapa alemán del mostrando la Marcha Orientalis (Margraviato de Ostarrîchi) al este (superior derecha) a lo largo del Danubio (Donau), cerca de Sankt Pölten, dentro del Ducado de Baviera (rosa) sobre el año 1000.

Las primeras marcas que cubrían aproximadamente el territorio de lo que sería Austria y Eslovenia fueron las marcas de Avar y la adyacente marca de Carantania (la posterior Marca de Carintia) al sur. Ambas fueron establecidas a finales del siglo VIII por Carlomagno tras la incorporación del territorio de los agilolfingos duques de Baviera, llevada a cabo para repeler la invasión de los ávaros. Cuando estos desaparecieron en la década de 820, fueron remplazados mayormente por eslavos occidentales, que se asentaron aquí dentro del Estado de la Gran Moravia. Se separó la Marca de Panonia del ducado de Friuli en 828 y se la dispuso como marca defensiva contra Moravia dentro del regnum franco oriental de Baviera. Esta marca, ya llamada marcha orientalis, incluía la frontera a lo largo del Danubio desde Traungau hasta Szombathely y la del río Raba, incluyendo la depresión de Viena. Hacia la década de 890, la marca de Panonia parece desaparecer, junto con la amenaza de Gran Moravia, durante las invasiones húngaras de Europa. Después de la derrota del margrave Luitpoldo de Baviera en la batalla de Presburgo de 907, todas las tierras del reino franco oriental más allá del río Enns se perdieron.
En 955 el rey Otón I de Alemania empezó la reconquista del territorio con su victoria en la batalla de Lechfeld de 955. La oscuridad del periodo desde alrededor del 900 hasta el 976 lleva a algunos estudiosos a afirmar que existió una marca panónica o austriaca contra los magiares, junto las otras marcas que habían sido incorporadas a Baviera hacia 952 (las de Carniola, Carintia, Istria y Verona). Sin embargo, gran parte de la (Baja) Panonia todavía estaba bajo dominio magiar. En 972, durante una reorganización de Baviera que siguió a la insurrección del duque Enrique II el Pendenciero, el hijo y sucesor de Otón Otón II regía una nueva marcha orientalis, erigida en el territorio de la anterior Marca Panónica. Eligió al conde de Babenberg Leopoldo el Ilustre de la Casa de Babenberg de margraves a su vez de apoyo.
El Margraviato de Austria alcanzó su punto más alto bajo Leopoldo III, un gran amigo de la Iglesia y fundador de abadías. Él patrocinó ciudades y desarrolló un elevado nivel de independencia territorial. En 1139, Leopoldo IV heredó Baviera. Cuando su sucesor, el último margrave, Enrique Jasomirgott, fue privado de Baviera en 1156, Austria fue elevada al rango de ducado independiente de Baviera por el Privilegium Minus del emperador Federico Barbarroja. Desde 1192 la Casa de Babenberg también gobernó sobre el vecino Ducado de Estiria. La línea se extinguió con la muerte del duque Federico II de Austria en la batalla del río Leita en 1246. La herencia fue finalmente designada al rey alemán Rodolfo de Habsburgo en detrimento del rey Ottokar II de Bohemia en la batalla de Marchfeld en 1278.